# Чемпионат Уругвая по футболу 1934
Примера А Уругвая по футболу 1934 года — очередной сезон лиги. Турнир проводился по трёхкруговой системе в 27 туров. Все клубы из Монтевидео.

## Таблица
| №  | Клуб                 | И  | В  | Н  | П  | Заб | Проп | Очки |
| 1  | Насьональ            | 27 | 17 | 7  | 3  | 51  | 17   | 41   |
| 2  | Пеньяроль            | 27 | 15 | 8  | 4  | 51  | 31   | 38   |
| 3  | Монтевидео Уондерерс | 27 | 15 | 5  | 7  | 47  | 28   | 35   |
| 4  | Рампла Хуниорс       | 27 | 10 | 8  | 9  | 42  | 37   | 28   |
| 5  | Дефенсор             | 27 | 11 | 3  | 13 | 41  | 44   | 25   |
| 6  | КА Ривер Плейт       | 27 | 8  | 9  | 10 | 30  | 36   | 25   |
| 7  | Сентраль             | 27 | 5  | 14 | 8  | 32  | 40   | 24   |
| 8  | Расинг               | 27 | 5  | 11 | 11 | 29  | 43   | 21   |
| 9  | Суд Америка          | 27 | 6  | 7  | 14 | 30  | 46   | 19   |
| 10 | Белья Виста          | 27 | 3  | 8  | 16 | 22  | 53   | 14   |

## Матчи

### Тур 1
| Белья Виста — Пеньяроль 1:0   |
| Расинг — Насьональ 0:0        |
| Суд Америка — Дефенсор 2:2    |
| Рампла Хуниорс — Сентраль 2:0 |
| Уондерерс — Ривер Плейт 2:1   |

### Тур 2
| Насьональ — Суд Америка 2:1   |
| Пеньяроль — Ривер Плейт 2:0   |
| Дефенсор — Рампла Хуниорс 3:2 |
| Уондерерс — Белья Виста 3:0   |
| Сентраль — Расинг 0:0         |

### Тур 3
| Пеньяроль — Суд Америка 3:1      |
| Насьональ — Дефенсор 4:1         |
| Рампла Хуниорс — Ривер Плейт 1:0 |
| Уондерерс — Сентраль 2:1         |
| Белья Виста — Расинг 1:1         |

### Тур 4
| Насьональ — Белья Виста 1:1      |
| Пеньяроль — Дефенсор 1:0         |
| Уондерерс — Расинг 1:1           |
| Сентраль — Ривер Плейт 2:2       |
| Рампла Хуниорс — Суд Америка 1:0 |

### Тур 5
| Пеньяроль — Рампла Хуниорс 3:1 |
| Расинг — Ривер Плейт 3:0       |
| Сентраль — Дефенсор 4:2        |
| Уондерерс — Насьональ 2:2      |
| Белья Виста — Суд Америка 0:0  |

### Тур 6
| Сентраль — Насьональ 1:0         |
| Пеньяроль — Расинг 3:1           |
| Суд Америка — Уондерерс 2:1      |
| Белья Виста — Рампла Хуниорс 0:0 |
| Дефенсор — Ривер Плейт 3:1       |

### Тур 7
| Уондерерс — Пеньяроль 1:0      |
| Рампла Хуниорс — Насьональ 1:0 |
| Расинг — Дефенсор 3:1          |
| Ривер Плейт — Суд Америка 2:0  |
| Белья Виста — Сентраль 2:0     |

### Тур 8
| Суд Америка — Расинг 1:0       |
| Дефенсор — Белья Виста 1:0     |
| Уондерерс — Рампла Хуниорс 1:0 |
| Пеньяроль — Сентраль 1:1       |
| Насьональ — Ривер Плейт 4:2    |

### Тур 9
| Дефенсор — Уондерерс 2:1      |
| Ривер Плейт — Белья Виста 3:1 |
| Сентраль — Суд Америка 1:1    |
| Расинг — Рампла Хуниорс 0:0   |
| Насьональ — Пеньяроль 0:0     |

### Тур 10
| Пеньяроль — Белья Виста 5:1   |
| Насьональ — Расинг 1:0        |
| Суд Америка — Дефенсор 3:2    |
| Рампла Хуниорс — Сентраль 0:0 |
| Уондерерс — Ривер Плейт 0:0   |

### Тур 11
| Насьональ — Суд Америка 2:0   |
| Пеньяроль — Ривер Плейт 2:1   |
| Рампла Хуниорс — Дефенсор 3:1 |
| Уондерерс — Белья Виста 5:0   |
| Сентраль — Расинг 0:0         |

### Тур 12
| Пеньяроль — Суд Америка 2:1      |
| Насьональ — Дефенсор 3:1         |
| Рампла Хуниорс — Ривер Плейт 1:1 |
| Уондерерс — Сентраль 2:2         |
| Расинг — Белья Виста 1:0         |

### Тур 13
| Насьональ — Белья Виста 2:2      |
| Дефенсор — Пеньяроль 2:0         |
| Уондерерс — Расинг 2:0           |
| Сентраль — Ривер Плейт 0:0       |
| Суд Америка — Рампла Хуниорс 2:1 |

### Тур 14
| Пеньяроль — Рампла Хуниорс 2:1 |
| Ривер Плейт — Расинг 2:0       |
| Дефенсор — Сентраль 2:0        |
| Насьональ — Уондерерс 2:0      |
| Белья Виста — Суд Америка 2:1  |

### Тур 15
| Насьональ — Сентраль 1:0         |
| Пеньяроль — Расинг 2:1           |
| Уондерерс — Суд Америка 1:0      |
| Белья Виста — Рампла Хуниорс 2:2 |
| Ривер Плейт — Дефенсор 1:0       |

### Тур 16
| Уондерерс — Пеньяроль 2:1      |
| Насьональ — Рампла Хуниорс 3:2 |
| Расинг — Дефенсор 1:1          |
| Ривер Плейт — Суд Америка 2:2  |
| Белья Виста — Сентраль 1:1     |

### Тур 17
| Суд Америка — Расинг 1:1       |
| Дефенсор — Белья Виста 3:0     |
| Уондерерс — Рампла Хуниорс 1:1 |
| Пеньяроль — Сентраль 1:1       |
| Насьональ — Ривер Плейт 1:0    |

### Тур 18
| Уондерерс — Дефенсор 3:1      |
| Ривер Плейт — Белья Виста 3:2 |
| Сентраль — Суд Америка 2:1    |
| Рампла Хуниорс — Расинг 1:0   |
| Насьональ — Пеньяроль 1:1     |

### Тур 19
| Пеньяроль — Белья Виста 3:1   |
| Насьональ — Расинг 5:0        |
| Дефенсор — Дефенсор 4:1       |
| Рампла Хуниорс — Сентраль 6:3 |
| Уондерерс — Ривер Плейт 4:1   |

### Тур 20
| Насьональ — Суд Америка 2:0   |
| Пеньяроль — Ривер Плейт 1:1   |
| Дефенсор — Рампла Хуниорс 2:1 |
| Уондерерс — Белья Виста 3:1   |
| Сентраль — Расинг 2:2         |

### Тур 21
| Пеньяроль — Суд Америка 2:1      |
| Насьональ — Дефенсор 3:0         |
| Рампла Хуниорс — Ривер Плейт 1:1 |
| Уондерерс — Сентраль 2:0         |
| Белья Виста — Расинг 2:2         |

### Тур 22
| Насьональ — Белья Виста 3:0      |
| Пеньяроль — Дефенсор 2:0         |
| Расинг — Уондерерс 2:0           |
| Сентраль — Ривер Плейт 2:2       |
| Рампла Хуниорс — Суд Америка 4:0 |

### Тур 23
| Пеньяроль — Рампла Хуниорс 3:2 |
| Расинг — Ривер Плейт 2:1       |
| Сентраль — Дефенсор 2:1        |
| Насьональ — Уондерерс 2:0      |
| Суд Америка — Белья Виста 1:0  |

### Тур 24
| Насьональ — Сентраль 2:1         |
| Пеньяроль — Расинг 5:3           |
| Уондерерс — Суд Америка 4:0      |
| Рампла Хуниорс — Белья Виста 3:1 |
| Ривер Плейт — Дефенсор 1:0       |

### Тур 25
| Уондерерс — Пеньяроль 2:2      |
| Насьональ — Рампла Хуниорс 4:0 |
| Дефенсор — Расинг 1:0          |
| Ривер Плейт — Суд Америка 0:0  |
| Сентраль — Белья Виста 1:0     |

### Тур 26
| Суд Америка — Расинг 6:1       |
| Дефенсор — Белья Виста 4:1     |
| Рампла Хуниорс — Уондерерс 2:0 |
| Пеньяроль — Сентраль 3:3       |
| Ривер Плейт — Насьональ 1:0    |

### Тур 27
| Дефенсор — Уондерерс 1:1      |
| Ривер Плейт — Белья Виста 1:0 |
| Сентраль — Суд Америка 2:2    |
| Расинг — Рампла Хуниорс 4:4   |
| Насьональ — Пеньяроль 1:1     |